# Rob Monnee
Robertus Jacobus (Rob) Monnee (Den Haag, 4 januari 1955) is een Nederlandse voormalig voetballer.
Als jeugdspeler van ADO werd hij geselecteerd voor het Nederlands voetbalelftal onder 16 jaar. Op 23 februari 1975 maakt hij onder trainer Vujadin Boškov zijn competitiedebuut voor FC Den Haag in de thuiswedstrijd tegen FC Twente.
Tot een echte doorbraak kwam het niet. Rob Baan, zijn voormalige jeugdtrainer in Den Haag, haalde Monnee in 1976 naar het pas gepromoveerde FC VVV.
Hij tekende er een tweejarig contract en maakte een uitstekende indruk in de eerste seizoenshelft van 1976-77. De voorstopper had een basisplaats en kwam in de belangstelling te staan van Kees Rijvers, de toenmalige trainer van PSV.
Een ernstig auto-ongeluk, waarbij Monnee een dubbele schedelbasisfractuur opliep, gooide echter roet in het eten. Hij moest revalideren en kwam de rest van het seizoen niet meer in actie.
In de openingswedstrijd van het seizoen 1977-78, thuis tegen Go Ahead Eagles, viel Monnee opnieuw uit met een blessure. Het zou zijn enige competitiewedstrijd zijn van dat seizoen. Telkens als hij hersteld leek, werd hij getroffen door een nieuwe blessure: drie keer aan de achillespees, eenmaal aan de enkelbanden.
Ondanks alle blessureleed kreeg hij toch een nieuw eenjarig contract voorgelegd door de Venlose club. In de voorbereiding op het seizoen 1978-79 leek de Hagenaar weer helemaal fit te zijn. Maar twee weken voor de start van het seizoen trof het noodlot hem opnieuw: in een oefenwedstrijd tegen Paris Saint-Germain liep de pechvogel weer een achillespeesblessure op. In 1979 werd hij op pas 24-jarige leeftijd medisch afgekeurd voor het betaald voetbal. Monnee keerde vervolgens terug naar Den Haag, waar hij nog voor de amateurs van ADO zou spelen.

## Clubcarrière
| Seizoen         | Club            | Competitie      | Competitie | Competitie | Beker | Beker | Overige | Overige | Totaal | Totaal |
| Seizoen         | Club            | Competitie      | Wed.       | Dlp.       | Wed.  | Dlp.  | Wed.    | Dlp.    | Wed.   | Dlp.   |
| --------------- | --------------- | --------------- | ---------- | ---------- | ----- | ----- | ------- | ------- | ------ | ------ |
| 1974/75         | FC Den Haag     | Eredivisie      | 6          | 0          | 2     | 0     | –       | –       | 8      | 0      |
| 1975/76         | FC Den Haag     | Eredivisie      | 1          | 0          | 0     | 0     | 0       | 0       | 1      | 0      |
| 1976/77         | FC VVV          | Eredivisie      | 18         | 0          | 1     | 0     | –       | –       | 19     | 0      |
| 1977/78         | FC VVV          | Eredivisie      | 1          | 0          | 0     | 0     | 0       | 0       | 1      | 0      |
| 1978/79         | FC VVV          | Eredivisie      | 0          | 0          | 0     | 0     | –       | –       | 0      | 0      |
| Carrière totaal | Carrière totaal | Carrière totaal | 26         | 0          | 3     | 0     | 0       | 0       | 29     | 0      |